# Domenico Bruschi
Pour les articles homonymes, voir Bruschi.

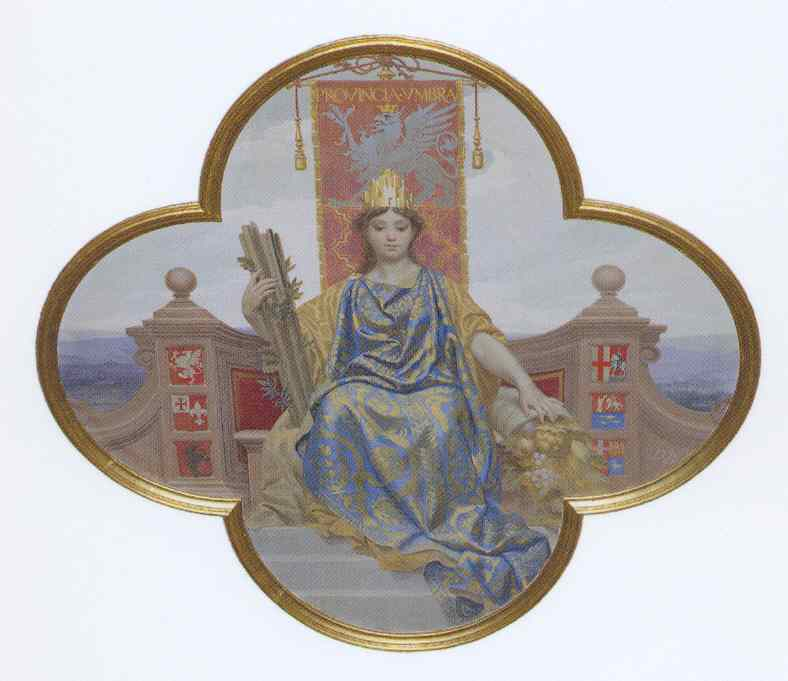
Représentation allégorique de l'Ombrie.

Domenico Bruschi  (Pérouse, 13 juin 1840   - Rome, 19 octobre 1910) est un peintre italien qui fut actif au XIXe et au tout début du  XXe siècle.

## Biographie
Domenico Bruschi fut, avec le peintre Annibale Brugnoli, un des principaux protagonistes à  Pérouse de la peinture du Stile Liberty (période postérieure à l'unité italienne) en décorant à fresques le Palazzo Cesaroni (Siège actuel du conseil régional d'Ombrie).
Entre 1862 et 1868 il passa une brève période d'apprentissage en Angleterre. Il partit pour Rome dès son retour.
En 1870 il travailla avec Cesare Mariani au Palazzo della Consulta et se prit d'amitié avec Nino Costa et de fit entra dans son orbite artistique.
À Rome il a été professeur de dessin ornamental et présida l'Accademia di San Luca.

## Œuvres
- Rideau du théâtre Caio Melisso, Spolète.
- Visite de l'empereur Caligula au temple du fleuve Clitunno (1877), rideau, Teatro Clitunno, Trevi.
- Properce indiquant sa patrie à Francesco Torti, rideau, Teatro Torti, Bevagna.
- Fresques, palais du Quirinal, Rome.
- Fresques, synagogue, Rome.
- Fresques, basilique des douze Apôtres, Rome.
- Fresques, Palazzo Cassa di Risparmio, Rome.
- Fresques, église Saint-Gaétan-de-Thiene à Hamrun, Malte.
- Christ en gloire entre la Vierge, saint Joseph et les saints Agnès, Lucie, François d'Assise et Sébastien (1890), fresque, église Santa Lucia, Guardea.

## Sources
- (it) Cet article est partiellement ou en totalité issu de l’article de Wikipédia en italien intitulé « Domenico Bruschi » (voir la liste des auteurs).